# Mistrzostwa Świata w Narciarstwie Klasycznym 1934
Mistrzostwa Świata w Narciarstwie Klasycznym 1934 odbyły się w dniach 20 – 25 lutego 1934 w szwedzkiej miejscowości Sollefteå.

## Biegi narciarskie

### Biegi narciarskie mężczyzn
| Konkurencja        | Data           | Złoto                                                                         | Srebro                                                                    | Brąz                                                                                |
| ------------------ | -------------- | ----------------------------------------------------------------------------- | ------------------------------------------------------------------------- | ----------------------------------------------------------------------------------- |
| 18 km              | 22 lutego 1934 | Sulo Nurmela                                                                  | Veli Saarinen                                                             | Martti Lappalainen                                                                  |
| 50 km              | 24 lutego 1934 | Elis Wiklund                                                                  | Nils-Joel Englund                                                         | Olli Remes                                                                          |
| Sztafeta 4 × 10 km | 25 lutego 1934 | Finlandia Sulo Nurmela · Klaes Karppinen · Martti Lappalainen · Veli Saarinen | III Rzesza Walter Motz · Josef Schreiner · Willy Bogner · Herbert Leupold | Szwecja Allan Karlsson · Lars Theodor Jonsson · Nils-Joel Englund · Arthur Häggblad |

## Kombinacja norweska
| Konkurencja         | Data           | Złoto          | Srebro          | Brąz             |
| ------------------- | -------------- | -------------- | --------------- | ---------------- |
| Zawody indywidualne | 20 lutego 1934 | Oddbjørn Hagen | Sverre Kolterud | Hans Vinjarengen |

## Skoki narciarskie
| Konkurencja                   | Data           | Złoto              | Srebro     | Brąz          |
| ----------------------------- | -------------- | ------------------ | ---------- | ------------- |
| Duża skocznia – indywidualnie | 20 lutego 1934 | Kristian Johansson | Arne Hovde | Sven Eriksson |

## Klasyfikacja medalowa
| Pozycja | Państwo    | Złoto | Srebro | Brąz | Razem |
| ------- | ---------- | ----- | ------ | ---- | ----- |
| 1       | Norwegia   | 2     | 2      | 1    | 5     |
| 2       | Finlandia  | 2     | 1      | 2    | 5     |
| 3       | Szwecja    | 1     | 1      | 2    | 4     |
| 4       | III Rzesza | 0     | 1      | 0    | 1     |